# Fortuna de Minas
Fortuna de Minas is een gemeente in de Braziliaanse deelstaat Minas Gerais. De gemeente telt 2.541 inwoners (schatting 2009).